# Naucles basalis
Naucles basalis är en skalbaggsart som beskrevs av Champion 1891. Naucles basalis ingår i släktet Naucles och familjen ristbaggar. Inga underarter finns listade i Catalogue of Life.